# 希爾茲鎮區 (內布拉斯加州霍爾特縣)
希爾茲鎮區（英語：Shields Township）是位於美國內布拉斯加州霍爾特縣的一個行政鎮區。

## 地方資料
希爾茲鎮區的面積為186.50平方千米，當中陸地面積為186.42平方千米，而水域面積為0.08平方千米。根據2020年美國人口普查的數據，當地共有人口89人，而人口密度為每平方千米0.48人。